# Karl Markovics
Karl Markovics (Viena, Austria, 29 de agosto de 1963) es un actor de cine y teatro austriaco. Es conocido por interpretar el papel del policía Ernst «Stöcki» Stöckinger en la serie austriaca Rex, un policía diferente.
Participó como protagonista en la película Los falsificadores dirigida por Stefan Ruzowitzky y ganadora de un Oscar en 2008 a la mejor película de lengua no inglesa.

## Filmografía como actor

### Películas y series en la televisión
- 1994-1996 Kommissar Rex (Rex, un policía diferente) como Ernst Stockinger
- 1996: Stockinger (serie)
- 1998: MA 2412
- 1999: Sturmzeit
- 2000: Lumpazivagabundus
- 2002: 1809 – Die Freiheit des Adlers
- 2002: Die Wasserfälle von Slunj
- 2003: Annas Heimkehr
- 2004: Zuckeroma
- 2005: Vier Frauen und ein Todesfall
- 2005: Trautmann (Serie)
- 2007: Franz Fuchs – Ein Patriot
- 2008: Die Gustloff
- 2018: El perfume
- 2018: Das Wunder von Wörgl

### Cine
- 1993: Indien
- 1993: Muttertag - Die härtere Komödie
- 1993: Halbe Welt
- 1995: Auf Teufel komm raus
- 1997: Qualtingers Wien
- 1998: Hinterholz 8
- 1998: Der Strand von Trouville
- 1998: Drei Herren
- 1999: Late Show
- 1999: Alles Bob!
- 1999: Wanted
- 1999: Geboren in Absurdistan
- 2000: Komm, süßer Tod
- 2001: Showdown
- 2001: Die Männer ihrer Majestät (All the Queen's Men)
- 2007: Los falsificadores
- 2009: Kika Superbruja y el libro de los hechizos
- 2009: Die kleinen Bankräuber
- 2010: Nanga Parbat
- 2010: Henri 4
- 2010: Mahler auf der Couch
- 2010: Die verrückte Welt der Ute Bock
- 2011: Unknown (película)
- 2012: Eastalgia
- 2012: Süskind
- 2012: Die Vermessung der Welt (La medición del mundo)
- 2014: El Gran Hotel Budapest
- 2015: Ichund Kaminki
- 2016: The Devil's mistress
- 2016: The King's Choice

## Como director
- 2011: Atmen
- 2015: Superwelt

## Premios
- Semana Internacional de Cine de Valladolid 2007: Mejor Actor (en Los falsificadores)
- Middle East International Film Festival, Abu Dhabi 2007:  Black Pearl para Karl Markovics como Mejor Actor (en Los falsificadores).[1]
- Romy-Fernsehpreis 2007: Actor más popular
- Romy-Fernsehpreis 2008: Actor más popular
- Diagonale 2008: Großer Diagonale-Schauspielpreis para trabajo destacado (en Los falsificadores)
- Emmy Awards 2008: Nominado como Mejor actor en una película de televisión extranjera (en Franz Fuchs – Ein Patriot)